# Pfarrkirche St. Peter und Paul (Görlitz)
SEITENTITEL
Die Stadtkirche St. Peter und Paul in Görlitz, kurz Peterskirche genannt, ist die ehemalige Haupt- und Ratskirche der Stadt und Pfarrkirche der Innenstadtgemeinde. Sie beherrscht durch ihr kupfergedecktes Hochdach sowie das weithin sichtbare Turmpaar die historische Altstadt und ist ein Wahrzeichen der Neißestadt.

## Geschichte

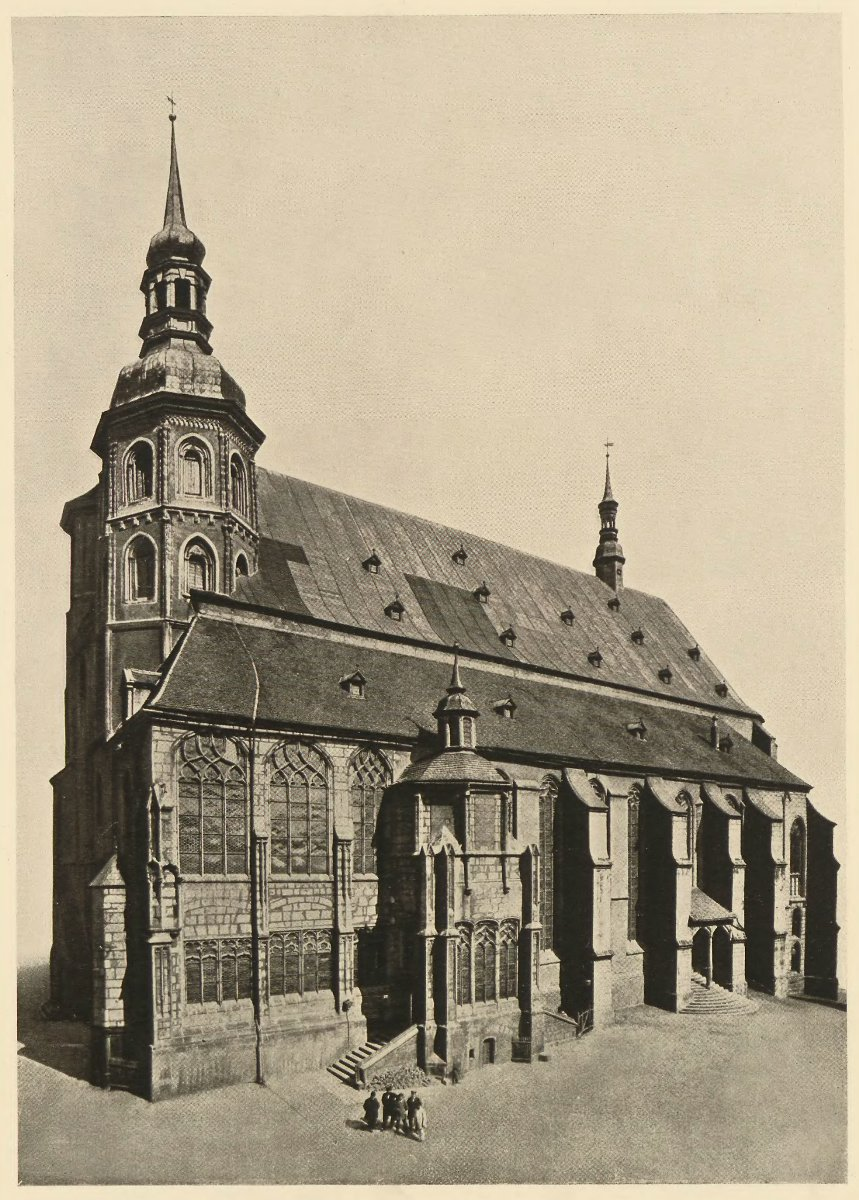
Ansicht vor der neugotischen Aufstockung der Türme

Bereits um 1230 stand an diesem Ort eine Basilika, deren Westbau als einziger Teil bis heute erhalten blieb. Sie hatte ein kurzes dreischiffiges Langhaus und ein nur wenig ausladendes Querhaus. Im 14. Jahrhundert wurde dieses Bauwerk eingreifend verändert. Im Jahr 1378 wurde die Georgenkapelle erstmals erwähnt.
Die heutige Hallenkirche wurde im ersten Jahrzehnt des 15. Jahrhunderts begonnen. Die ältesten Teile der Halle sind die Westjoche des äußeren südlichen Seitenschiffs einschließlich der nach 1691 im Äußeren veränderten Vorhalle.
Die Grundsteinlegung zum Chor fand 1423 unter der Bauleitung von Hans Knobloch und Hans Baumgarten statt. Die Erweiterung des Bauplatzes nach Osten erforderte umfangreiche Substruktionen und die Errichtung der 1457 geweihten Georgenkapelle als Krypta, die heute das Untergeschoss des Chores bildet.
1465 wurde die zweigeschossige Sakristei mit darüberliegender Sängerempore fertiggestellt. Nachdem die Umfassungsmauern 1490 weitgehend standen, wurde die Kirche 1490–1497 unter Leitung von Conrad Pflüger mit den Parlieren Blasius Börer und Urban Laubanisch eingewölbt und in den wesentlichen Teilen vollendet. Eine erste Renovation erfolgte 1590–1596.
1590 wurde Gregor Richter Prediger an St. Peter und Paul, von 1606 bis zu seinem Tod 1624 war er Oberpfarrer. Er bekämpfte die theologischen Anschauungen seines Pfarrangehörigen Jakob Böhme.
Beim Stadtbrand von 1691 wurden die oberen Freigeschosse des Westbaus und das Inventar vernichtet, darunter 36 Altäre und ein 20 Meter hohes Sakramentshaus. Das Dach konnte bis 1712 erneuert werden. Gleichzeitig wurde die Kirche im Stil des Barock neu ausgestattet.
1702 trat der Komponist und Musiker Christian Ludwig Boxberg (1670–1729) seinen Dienst als Organist an der Kirche an. Boxberg wurde vor allem durch seine Kantaten und die Oper Sardanapalus (1698) bekannt. 1704 veröffentlichte er zudem eine Beschreibung der an der Kirche befindlichen Sonnenorgel, erbaut von Eugenio Casparini.
Im Jahr 1835 wurde das Innere der Kirche neu ausgemalt. Die beiden Türme wurden zwischen 1889 und 1891 mit den oberen Geschossen und Turmhelmen aus Beton auf eine Höhe von 84 Metern gebracht.
Mit Sprengung der Altstadtbrücke am 7. Mai 1945 durch die deutsche Wehrmacht (welche kriegsstrategisch keinerlei Bedeutung mehr hatte) wurden durch die Druckwelle sämtliche Glasgemälde, bis auf eines zerstört, sowie Maßwerk und Dach zum Teil stark beschädigt.
In den Jahren 1948–61 wurde das Fenstermaßwerk und die Unterkirche restauriert. Eine weitere Restaurierung des Äußeren wurde 1978–1981 und des Innenraums 1981–1992 durchgeführt, wobei die Fassung von 1500 und die Innenausstattung wiederhergestellt wurden.

## Architektur

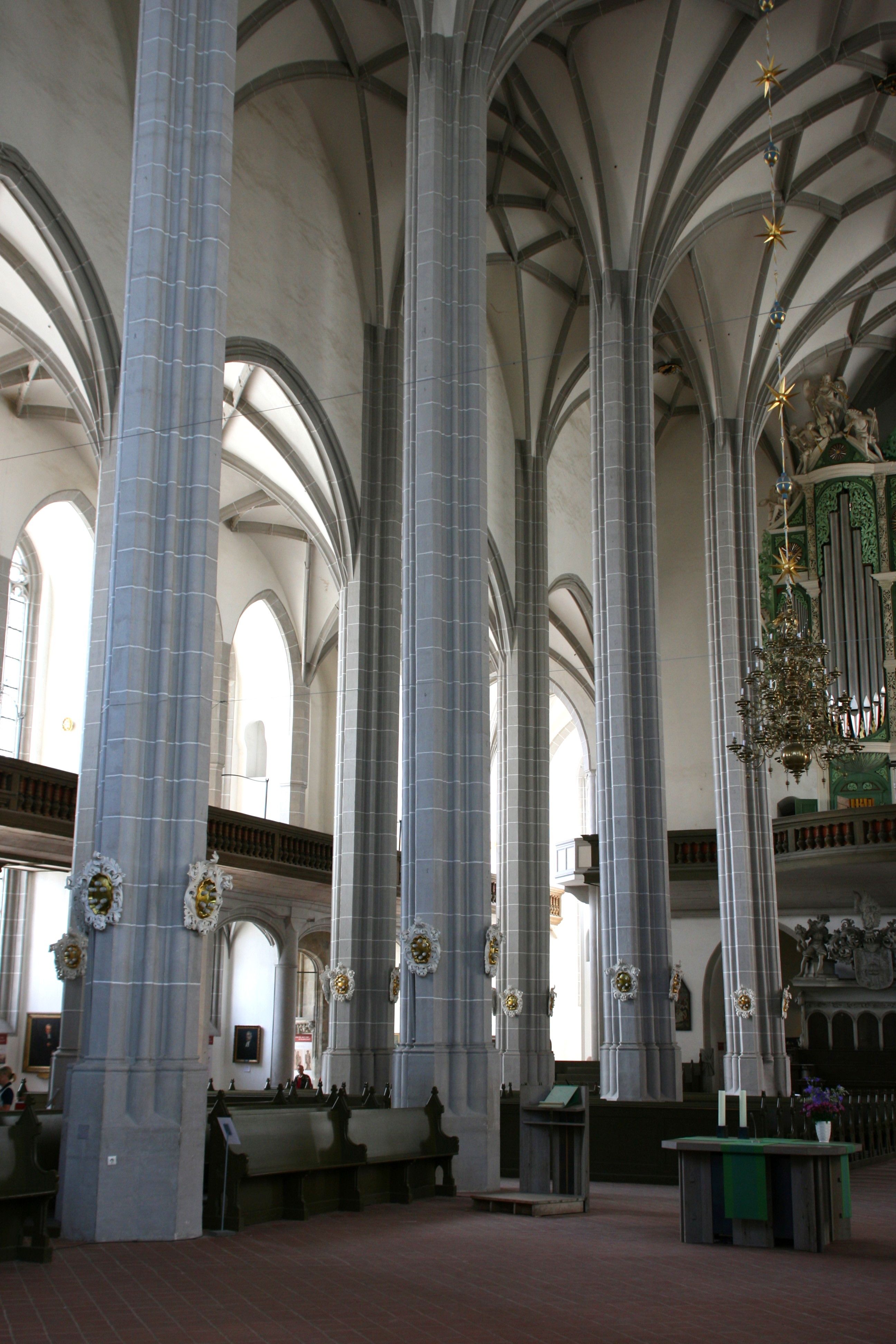
Mittelschiff, gleich hohes inneres und niedriges äußeres Südseitenschiff

St. Peter und Paul ist mit einer Länge von 72 Metern, einer Breite von 39 Metern und einer Mittelschiffshöhe von 24 Metern eine der größten und bedeutendsten Hallenkirchen im Osten Deutschlands.
Die fünfschiffige Kirche besteht aus drei gleich hohen Schiffen im Sinne einer Hallenkirche und zwei deutlich niedrigeren äußeren Seitenschiffen. Deren Gewölbescheitel liegen unter der Kämpferhöhe der mittleren Schiffe, sind also pseudobasilikal. Ihre ziegelgedeckten Schleppdächer sind vom kupfergedeckten Hauptdach der Kirche abgesetzt. Das Mittelschiff ist sieben Joche lang, der Chorschluss ein Staffelchor mit drei polygonalen Apsiden. Im südlichen Seitenschiff sind zwischen die Strebepfeiler verschieden ausgebildete Kapellen gesetzt. Die äußeren Seitenschiffe setzen sich bis zur Westseite des spätromanischen Westbaus fort.
In die Westseite ist ein großes Gewändeportal eingesetzt, das in den Jahren 1595/96 in Anlehnung an die spätromanische Anlage von Jonas Rosskopf und Melchior Kunze in Renaissanceformen erneuert wurde.
Im Inneren tragen schlanke profilierte Pfeiler ohne Kapitelle Netzgewölbe über den Seitenschiffen und Gewölbe mit Sternformen im Mittelschiff. Das nördliche Seitenschiff zeigt teilweise reichere Fenster mit Fischblasenmaßwerk ähnlich denen im südlichen Schiff des Bautzener Doms. Die übrigen schmalen Fenster sind mit einfacheren Maßwerkformen aus Kreuzbogenmotiven ausgestattet. Im Westteil der äußeren Seitenschiffe werden die Gewölbeansätze von Konsolköpfen getragen.
Das Innere der südwestlichen Vorhalle ist ein spätgotisches architektonisches Meisterwerk in der Nachfolge von Peter Parler, das aus einer Verbindung von rechteckigem Raum mit einem eingestellten dreiseitigen Baldachin entstanden ist. Seitlich des Portals sind Figurennischen mit breiten Standflächen sowie ein Hängefries mit Konsolköpfen angebracht.

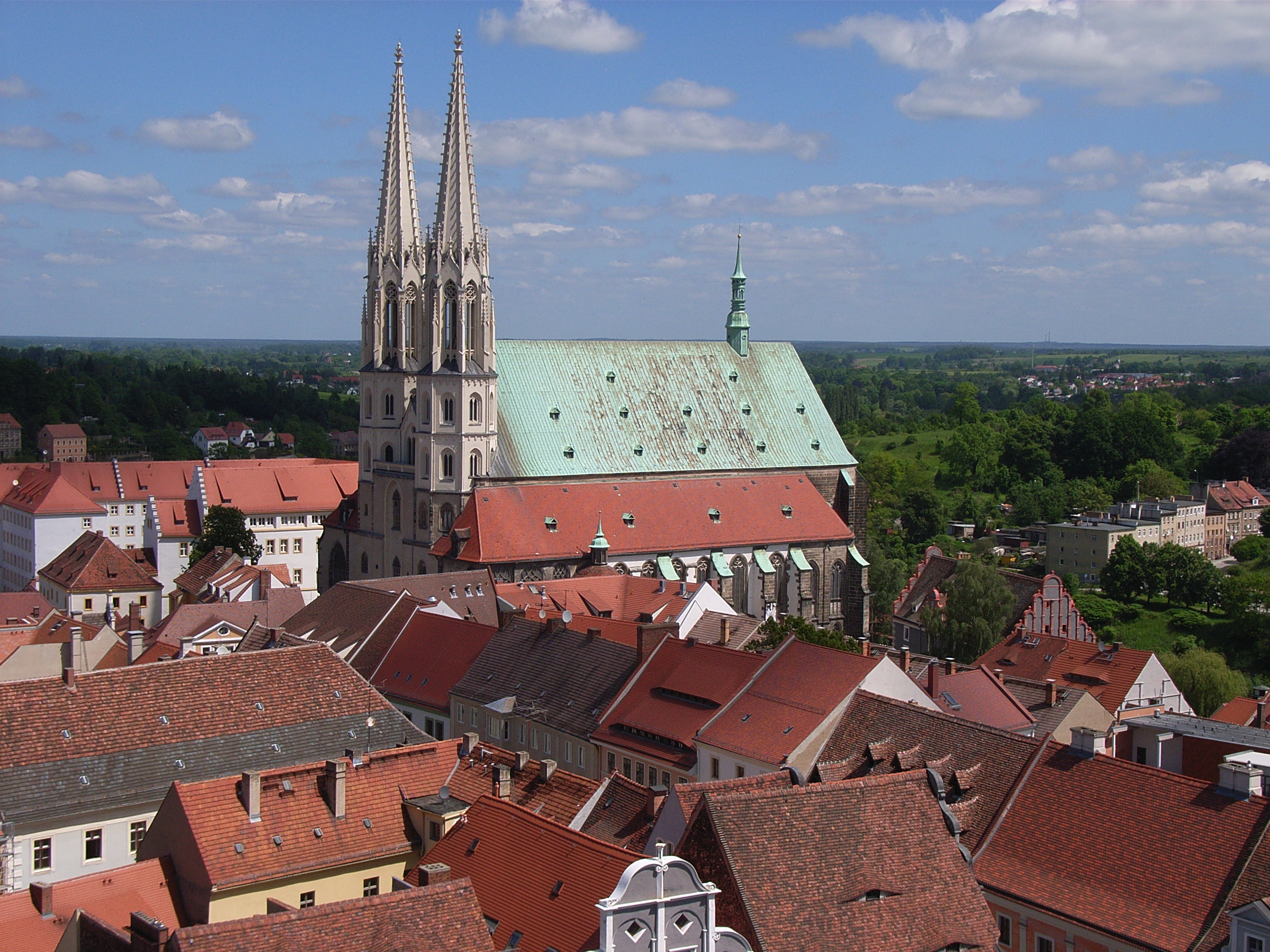
Blick vom Rathausturm auf die Peterskirche
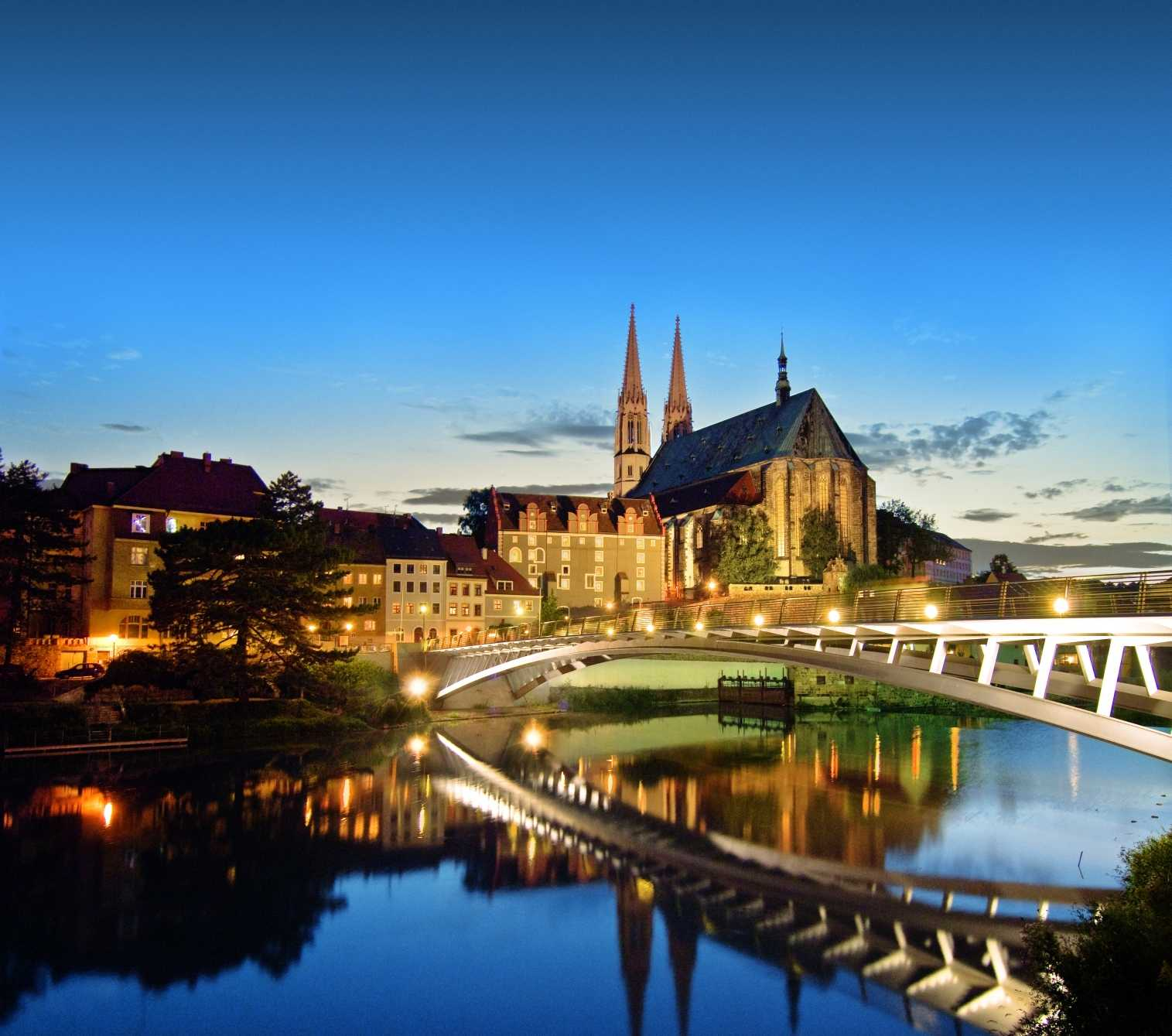
Blick über die Altstadtbrücke auf die Peterskirche
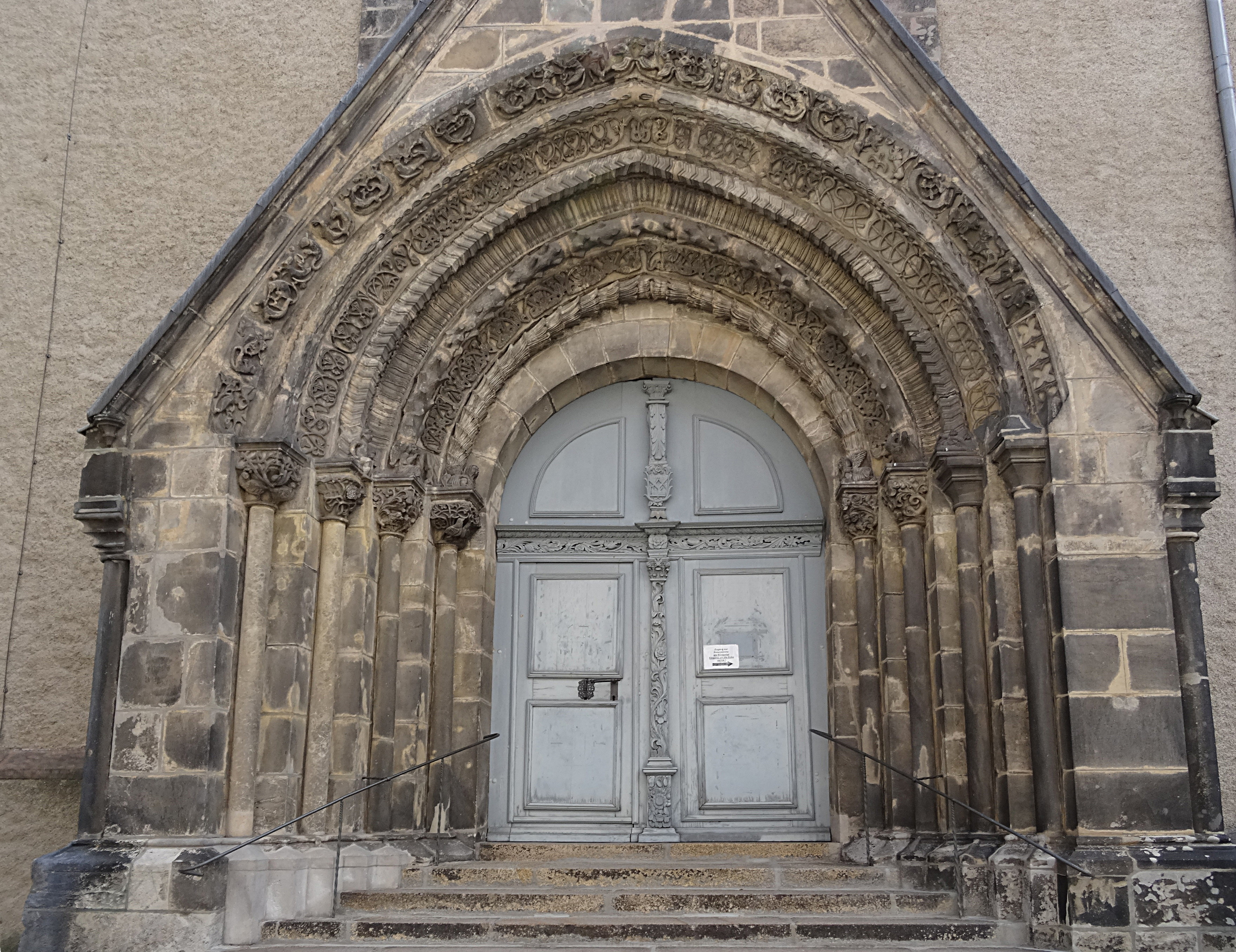
Westportal mit dem Brauttor
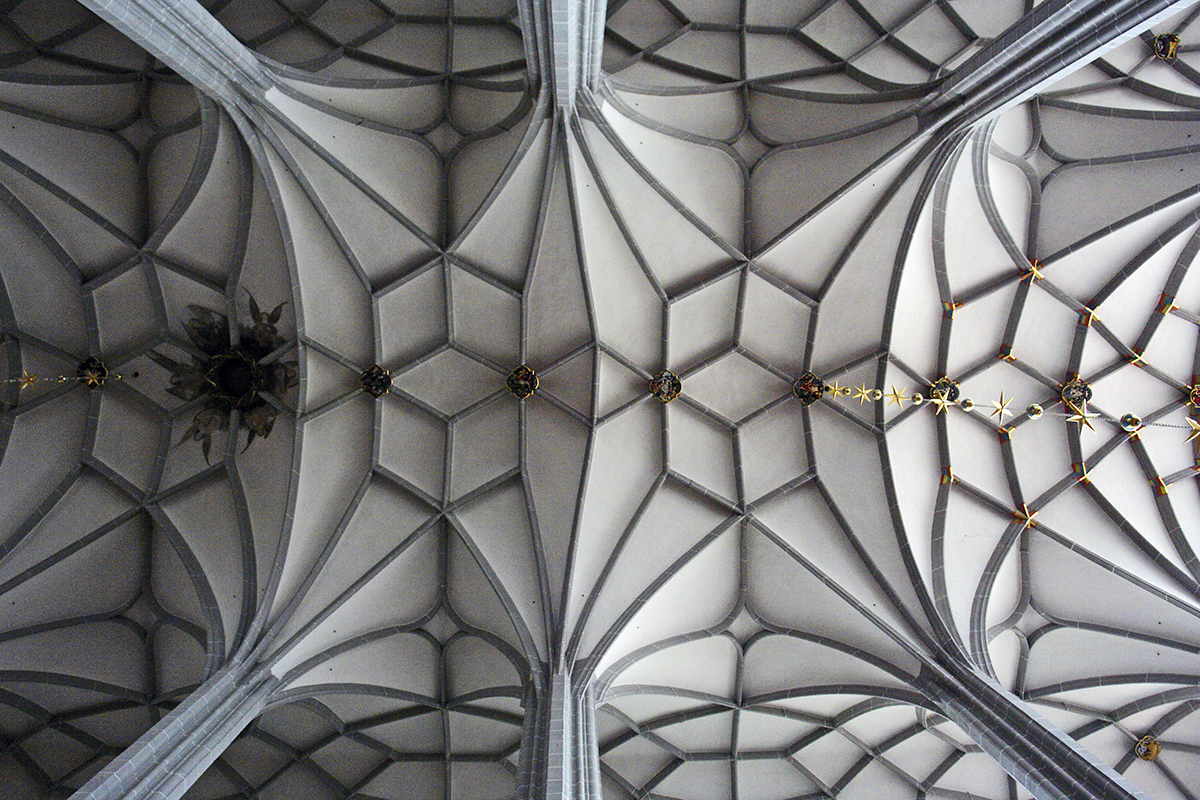
Gewölbe im Mittelschiff
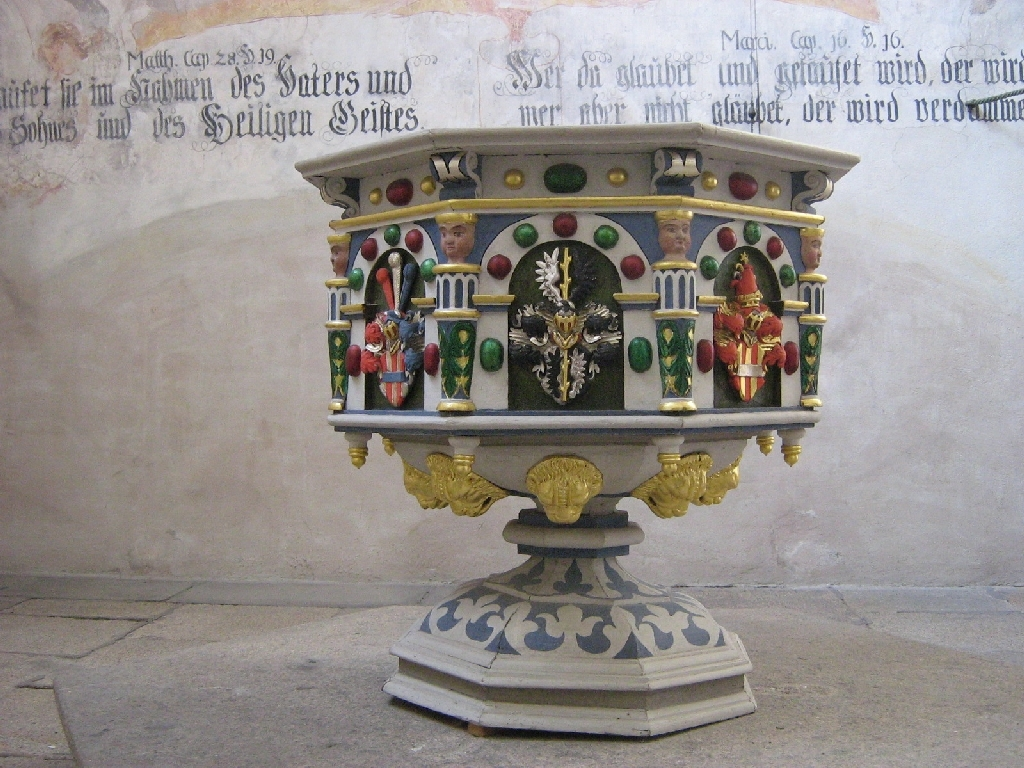
Taufbecken

## Ausstattung

### Altar

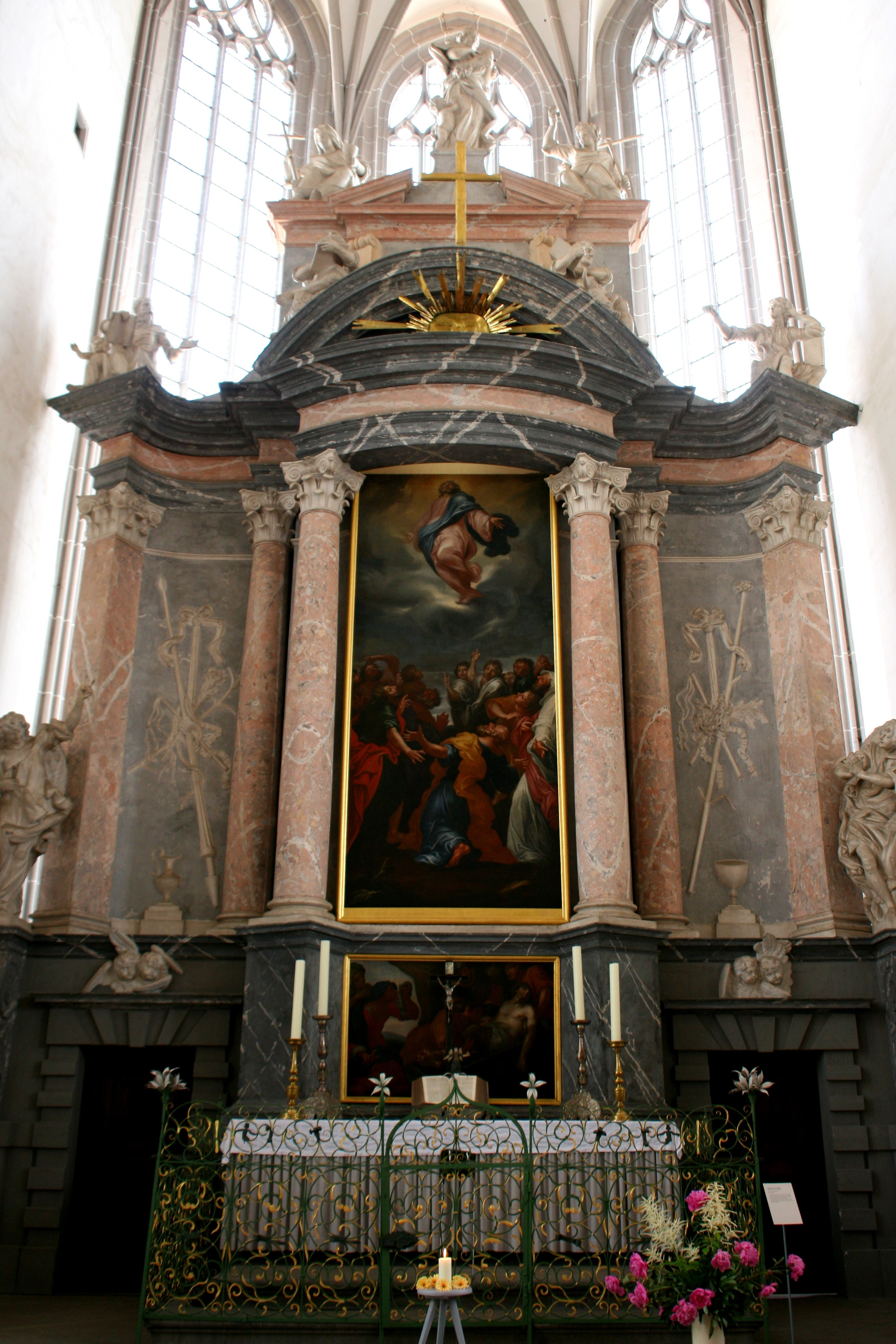
Altar

Der Altaraufbau wurde 1695 aus Sandstein und poliertem Stuckmarmor durch George Heermann aus Dresden angefertigt. Der architektonische Aufbau ist in ein Sockelgeschoss mit seitlichen Durchgängen, ein gekurvtes dreiteiliges Hauptgeschoss mit Säulen, Pfeilern und Giebel sowie einen hohen Aufsatz mit Sprenggiebel gegliedert und reich mit Figuren geschmückt. Im Hauptgeschoss sind die Leidenswerkzeuge Christi dargestellt, in den seitlichen Voluten des Untergeschosses Engelsfiguren; über dem Hauptgesims sind die Evangelisten und als Abschluss über dem Aufsatz die christlichen Tugenden abgebildet.
Das Hauptbild zeigt die Himmelfahrt Christi in Anlehnung an Raffaels Transfiguration, in der Predella ist die Grablegung Christi dargestellt. Das eiserne Altargitter stammt von 1698.

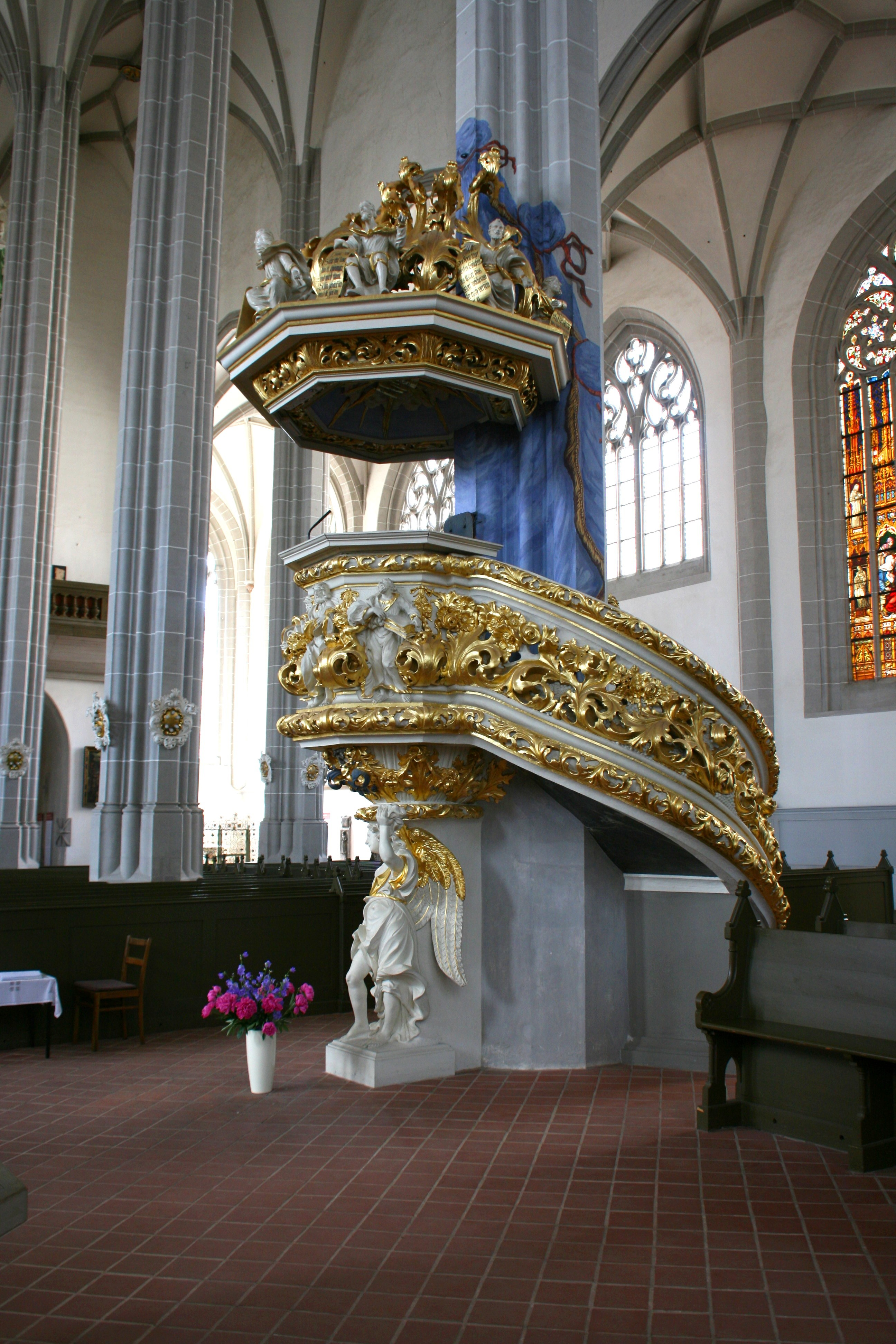
Kanzel

### Kanzel
Die 1693 datierte Kanzel, mit dem Kanzel-Korpus und dem Aufgang aus Sandstein und reicher Pflanzenornamentik in Weiß und Gold wird von einem lebensgroßen Engel getragen. Das Wappen über dem Engel erinnert an den Stifter, den Leipziger Kaufmann August Kober. Am Korb sind die vier Evangelisten zu sehen. Auf dem hölzernen Schalldeckel sind verschiedene Apostel, Propheten und Heilige dargestellt. Wahrscheinlich wurde die Kanzel von dem Bildhauer Johann Conrad Buchau geschaffen.

### Gestühl

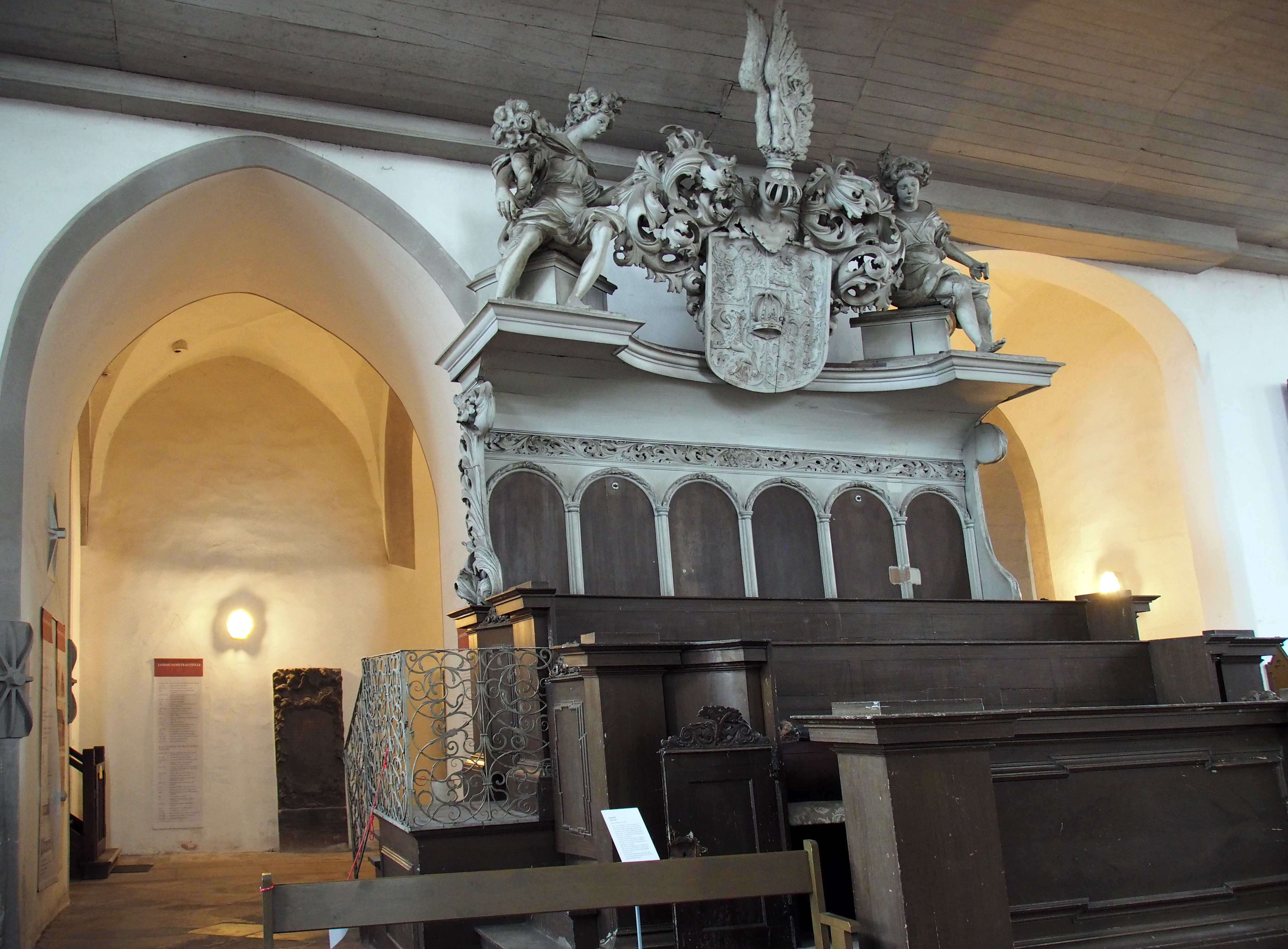
Das Ratsgestühl

Das Ratsgestühl wurde 1694–1695 von Johann Conrad Buchau erstellt. Unter der Orgelempore, mit dem Blick auf den gesamten Kirchenraum, steht es an exponierter Stelle. Über dem Gestühl das viergeteilte Görlitzer Stadtwappen, wie es von Kaiser Karl V. verliehen wurde. Die flankierenden Schnitzereien zeigen allegorische Figuren des Reichtums und der Gerechtigkeit. Es gab früher in der Peterskirche zahlreiche Sonderplätze, die bestimmten Familien oder Gutsherren vorbehalten waren. Insgesamt verfügte die Kirche 1696 über 3180 Sitzplätze. Die Gemeindemitglieder mussten hierfür einen jährlichen Obolus zahlen.
Am Ostende der Seitenschiffe stehen drei prunkvolle hölzerne Beichtstühle. Der Beichtstuhl im äußeren nördlichen Seitenschiff wurde 1717 von Caspar Gottlob von Rodewitz gefertigt, die beiden in der nördlichen und südlichen Nebenapsis um 1694.

### Epitaphien und weitere Ausstattung

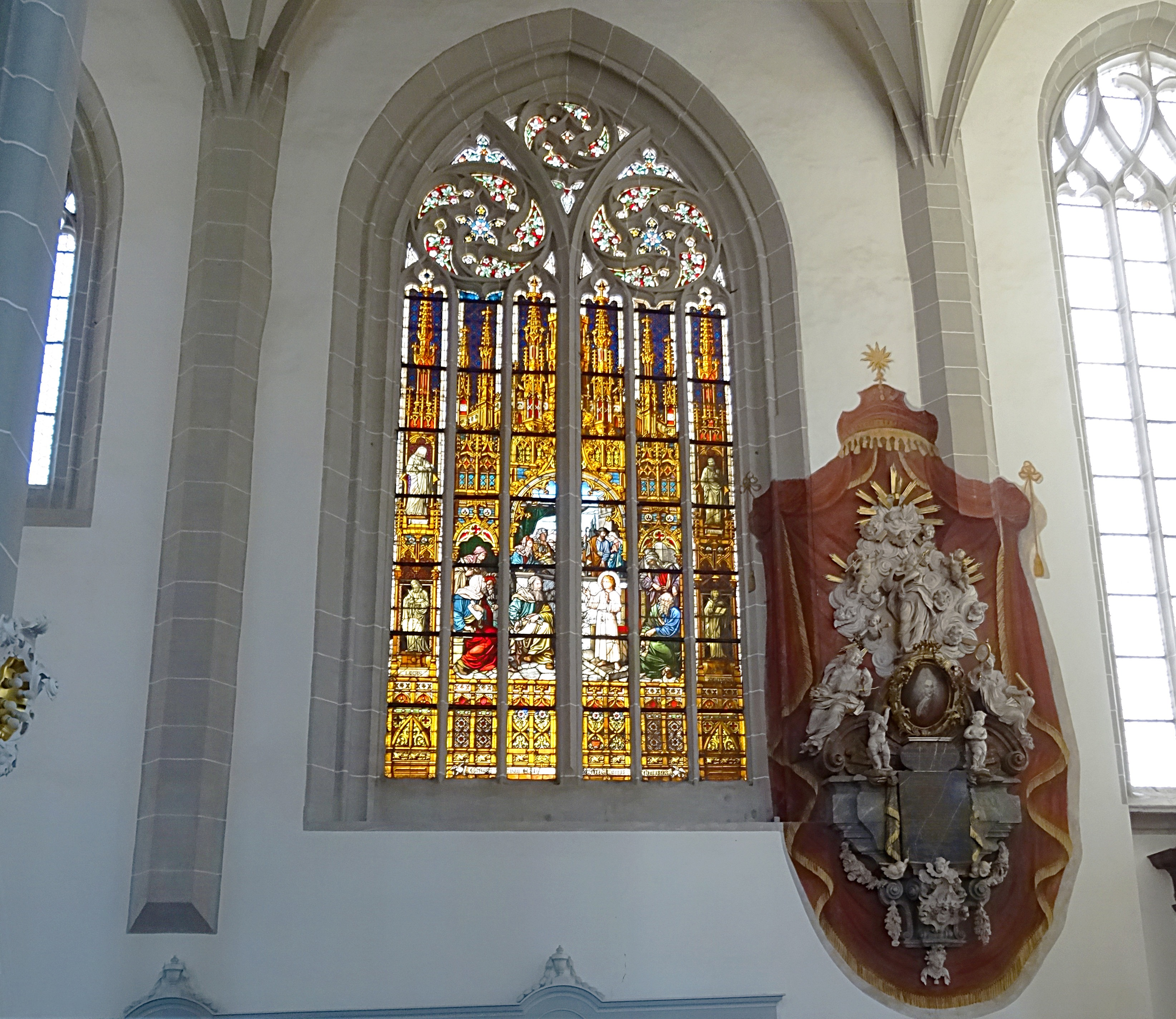
Erhaltenes Glasgemälde mit Jesus im Tempel

Zahlreiche Epitaphien vervollständigen die Ausstattung der Kirche. Das prachtvollste Epitaph wurde wahrscheinlich ebenfalls nach einem Entwurf von Caspar Gottlob von Rodewitz für den Stadtschreiber Christian Moller von Mollerstein († 1714) aus Alabaster, Marmor und Sandstein von Johann Matthäus Oberschall gefertigt und im Nordschiff angebracht. Weitere Epitaphien für den Stadtschreiber Gottfried Gerlach († 1737) aus dem Jahr 1741 sowie für den Freiherrn Rudolph Ferdinand Silwer von Silwerstein mit überaus reicher Rahmung finden sich ebenfalls im Nordschiff.
An den Altarpfeilern ist das Denkmal für den Geistlichen Christoph Seifert († 1702) mit Engeln und Laubwerk zu finden, der Hauptpfarrer zur Zeit des Wiederaufbaus nach dem Brand 1691 war. Ebenfalls dort ist auch das Denkmal für Christiane Luisa von Gersdorf († 1779) aus dem Jahr 1783 zu finden. Mehrere Pastorenbildnisse aus dem 16. bis 19. Jahrhundert sind an der Sakristeiwand angebracht.
Die Taufkapelle im Westjoch des äußeren Nordschiffs wird durch ein reiches, von Hans Mantler im Jahr 1617 geschaffenes Kunstschmiedegitter abgegrenzt. Ein Glasgemälde von 1893, das den zwölfjährigen Jesus im Tempel zeigt, hat die Sprengung der Neißebrücke im Zweiten Weltkrieg überstanden.

### Sonnenorgel

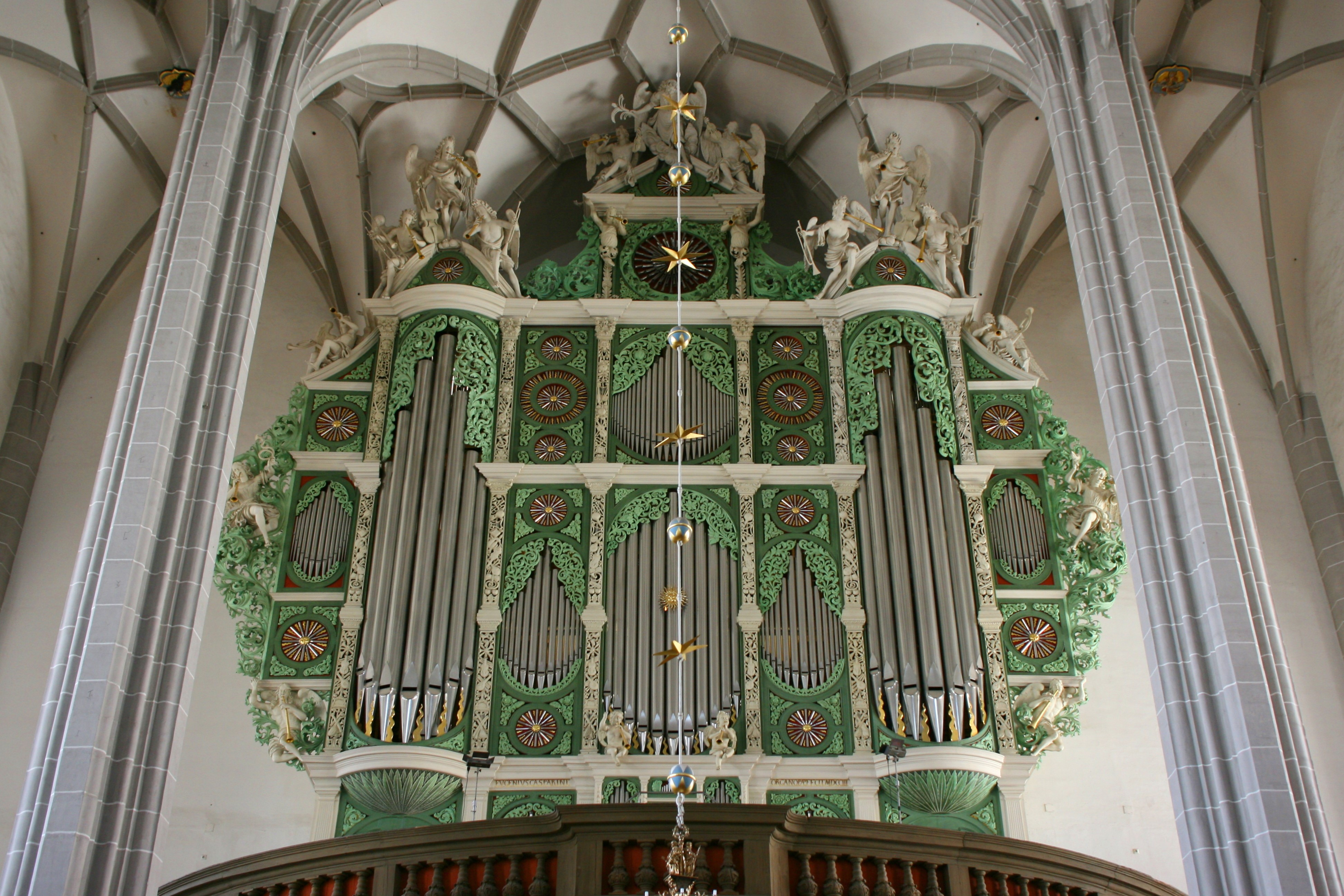
Die Sonnenorgel

Sehenswert ist vor allem der Prospekt der Sonnenorgel von 1703 von Johann Conrad Buchau, zur ehemaligen Orgel von Eugenio Casparini. Das heutige Orgelwerk ist von der Schweizer Firma Mathis Orgelbau von 1997/2004/2006 und hat heute 91 Register auf vier Manualen und Pedal nach einer letzten Erweiterung im Jahr 2021.
Über den gesamten Prospekt sind insgesamt 17 Sonnen verteilt, um die herum jeweils gleich lange Orgelpfeifen angeordnet sind, gewissermaßen als die „Sonnenstrahlen“. Vier dieser Sonnen sind stumm, 12 davon klingen als Neben- bzw. Effektregister. Sie bilden die 12-fache Pedalmixtur.

### Glocken

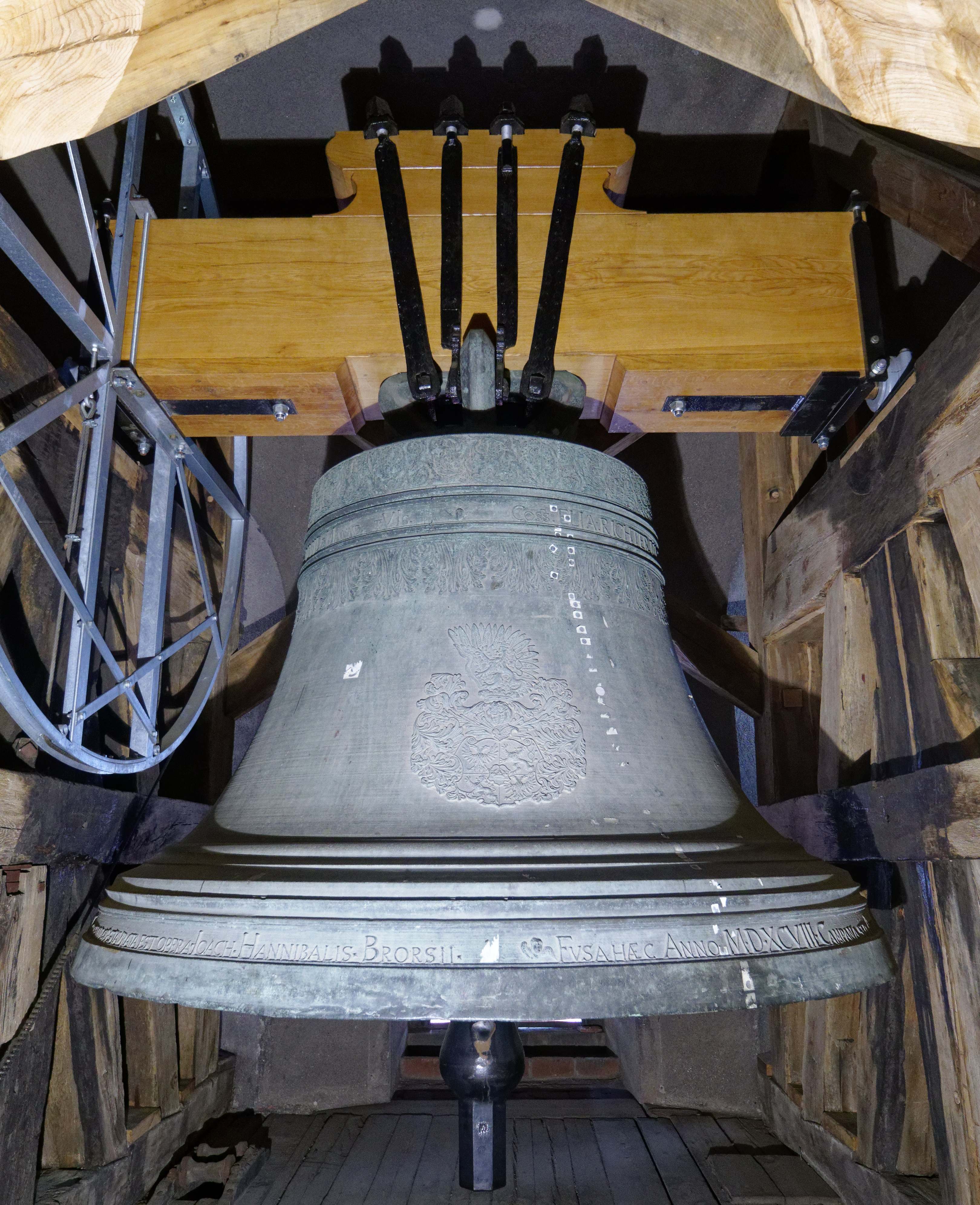
Große Betglocke

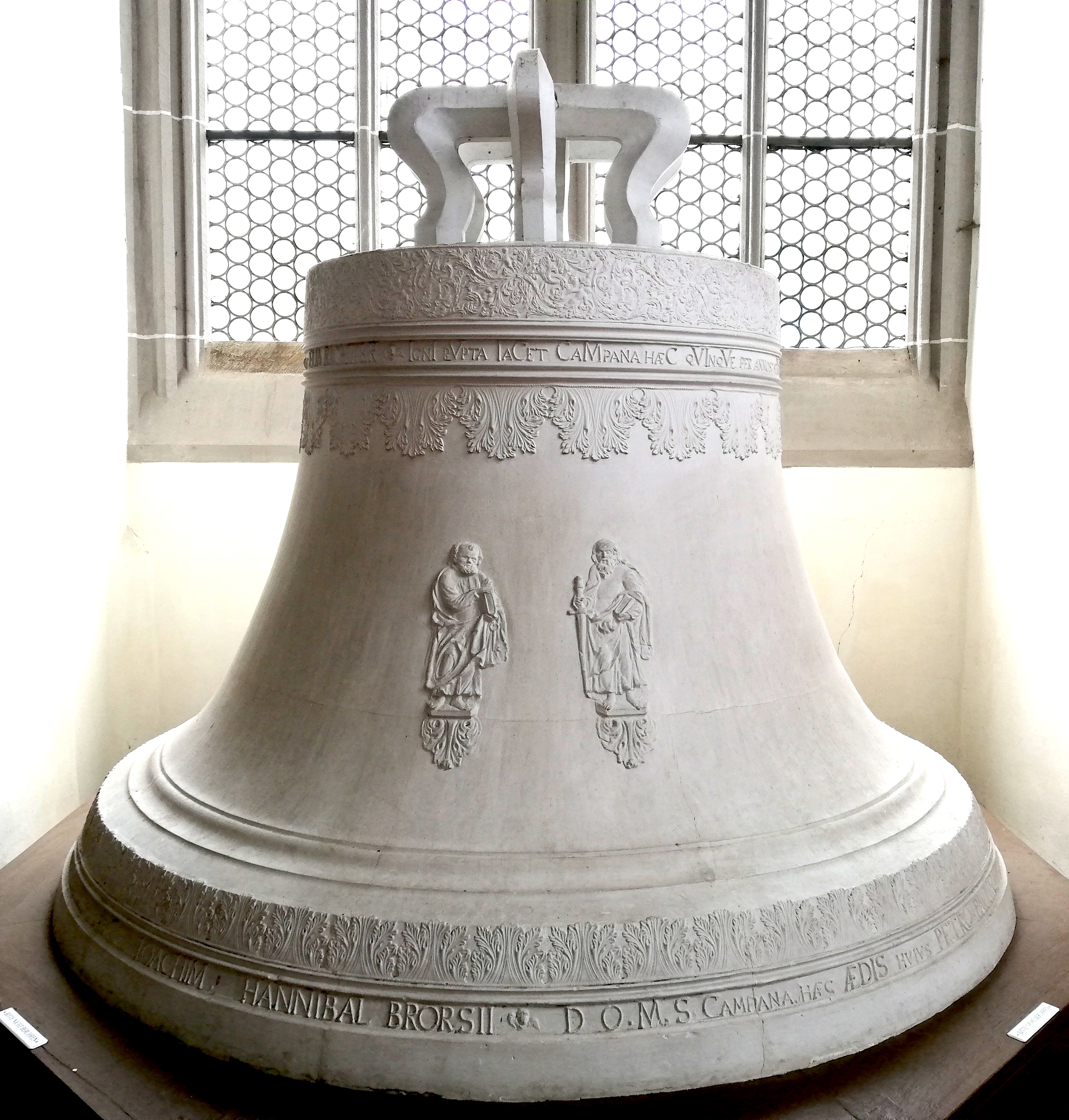
Gipsmodell Große Glocke

Die Peterskirche hat vier Glocken, von denen zwei historische Glocken den Restbestand des einst sechsstimmigen Geläutes bilden. Die Glocken 2–4 befinden sich zwischen den beiden Türmen im Mittelbau und hängen in einem Glockenstuhl aus Stahl. Die Glocke 1 hängt auf gleicher Etage im Nordturm, in einem Glockenstuhl aus Holz. In den Glockenstuben im Südturm befindet sich eine Antennenanlage. Die Glocken 2–4 hängen an gekröpften Jochen. Auf Grund von Mängeln kann die Glocke 2 nicht geläutet werden und schweigt daher.
Die einstige Große Glocke wurde 1696 durch Joachim Hannibal Brors gegossen und gehörte bis 1917 zu den bedeutendsten historischen Glocken. Sie war mit dem Schlagton d0 bis 1874 die tontiefste klingende Glocke Deutschlands. Sie hatte ein Gewicht von etwa 10.900 kg und einen Durchmesser von 246 cm. Erst mit dem Guss der Kölner Kaiserglocke im Jahr 1874, deren Schlagton einen Halbton tiefer lag, verlor sie diese Position. Ab 1894 bis zur Zerstörung im Zweiten Weltkrieg existierte dann in der Kaiser-Wilhelm-Gedächtniskirche Berlin eine weitere d0-Glocke. Die wertvolle Görlitzer Glocke wurde 1917 zu Rüstungszwecken im Ersten Weltkrieg in ihrer Glockenstube zerschlagen und die Bruchstücke eingeschmolzen. Durch ein im Kirchenschiff aufgestelltes Gipsmodell im Maßstab 1:1 lässt sich ein optischer Eindruck der einst legendären Glocke gewinnen.
Aus der Hand des Gießers Brors ist der Peterskirche jedoch eine weitere Großglocke, die „Betglocke“ mit dem Schlagton fis0, erhalten geblieben. Anfang der 1990er wurden Schäden an ihrem Glockenstuhl festgestellt, sodass sie am Karfreitag dem 9. April 1993 ein letztes Mal läutete, bevor sie vorerst stillgelegt werden musste. Erst am Pfingstsonntag dem 28. Mai 2023, 30 Jahre später, konnte die Glocke nach umfangreicher Sanierung des Glockenstuhls und dem Einbau eines neuen Jochs sowie eines neuen Klöppels, im Rahmen des Gottesdienstes feierlich wieder in Betrieb genommen werden.

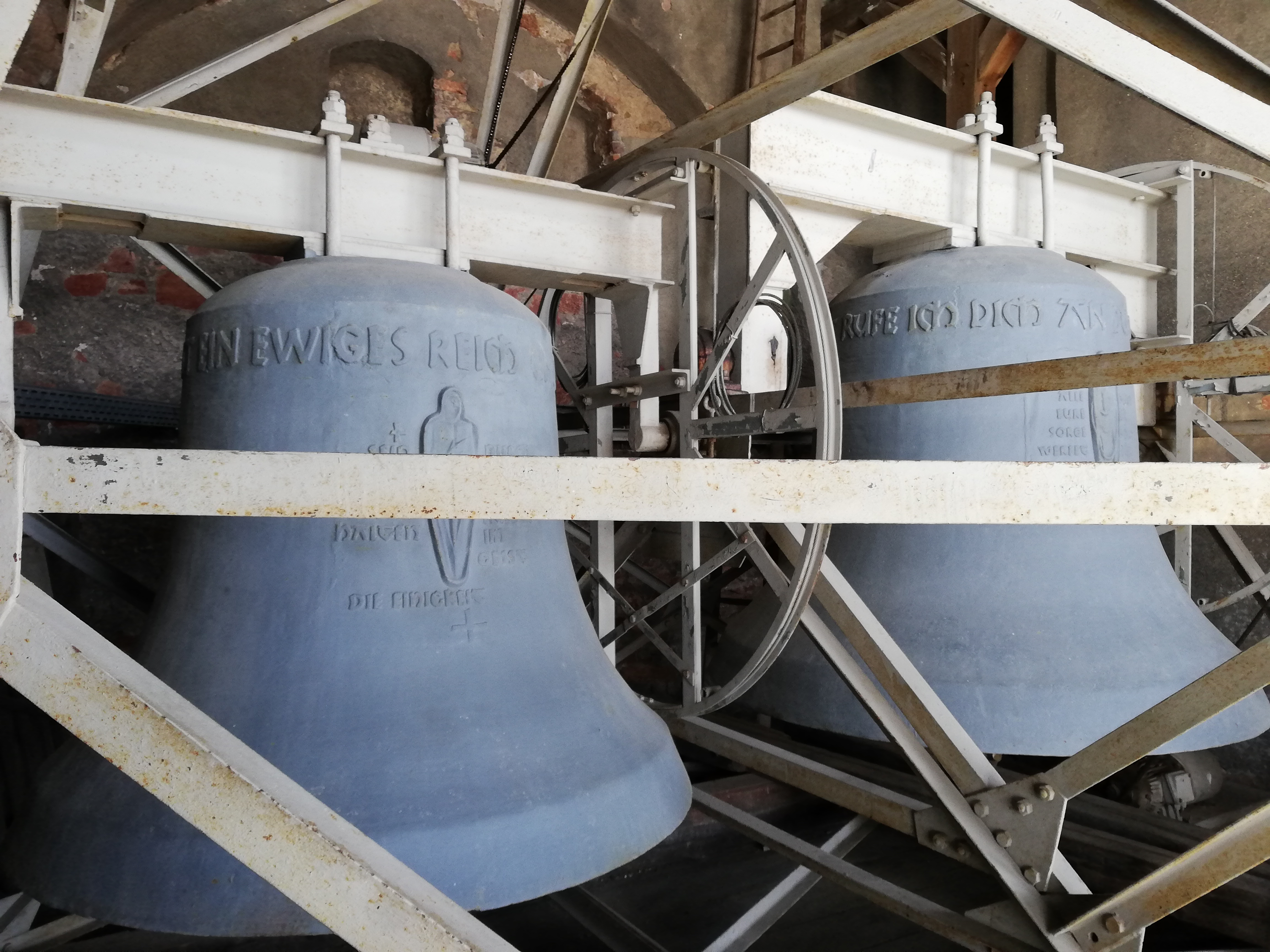
Petrus- (r.) und Paulusglocke (l.)

Das erste, belegte Geläut der Peterskirche, welches durch den großen Stadtbrand von 1691 vollständig zerstört wurde, zählte fünf Glocken. Nach dem Umguss der ersten Susanna im Jahr 1598 wurden wie üblich die Namen der Ratsherren auf die neue Glocke eingebracht. So befand sich auf der zweiten Susanna u. a. der Name des berühmten Mathematikers, Astronomen, Kartographen und mehrmaligen Bürgermeisters von Görlitz, Bartholomäus Scultetus.
| Nr. | Name             | Gewicht | Ton | Gießer                      | Gussjahr | Umguss                               |
| --- | ---------------- | ------- | --- | --------------------------- | -------- | ------------------------------------ |
| 1   | Maria            | 8250 kg | f0  | Martin und Andreas Hilliger | 1516     |                                      |
| 2   | Susanna          | 5700 kg | a0  | Matthias Haubitz            | 1472     | 1598 Urban Schober und Martin Weigel |
| 3   | Salveglocke      |         | c1  | Matthias Haubitz            | 1472     | 1598 Urban Schober und Martin Weigel |
| 4   | Vesperglocke     | 952 kg  | f1  | Andreas Hilliger            | 1521     |                                      |
| 5   | Schlussglöckchen |         | c2  | Matthias Haubitz            | 1472     |                                      |

Das zweite Geläut, welches größtenteils während des Ersten und Zweiten Weltkrieges für Rüstungszwecke eingeschmolzen wurde, bestand aus sechs Glocken. Das sievert’sche Schlussglöckchen harmonierte aufgrund seines Tones nicht mit den anderen Glocken. Da es deswegen jahrelang nicht geläutet wurde, gab man es zusammen mit den eingezogenen Glocken freiwillig ab.
| Nr. | Name             | Gewicht  | Ton  | Gießer                 | Gussjahr | Umguss                                     |                                                               |
| --- | ---------------- | -------- | ---- | ---------------------- | -------- | ------------------------------------------ | ------------------------------------------------------------- |
| 1   | Große Glocke     | 10900 kg | dis0 | Joachim Hannibal Brors | 1696     |                                            | im Ersten Weltkrieg eingezogen                                |
| 2   | Betglocke        | 5700 kg  | fis0 | Joachim Hannibal Brors | 1697     |                                            |                                                               |
| 3   | Primariatglocke  | 1100 kg  | dis1 | Abraham Sievert        | 1691     | 1716 Michael Weinhold 1737 Benjamin Körner | im Ersten Weltkrieg eingezogen                                |
| 4   | Tuchmacherglocke | 643 kg   | fis1 | Michael Weinhold       | 1716     | 1737 Benjamin Körner                       | im Zweiten Weltkrieg eingezogen nach Kriegsende zurückgeführt |
| 5   | Schützenglocke   | 320 kg   | ais1 | Abraham Sievert        | 1691     | 1716 Michael Weinhold 1851 Hadank          | im Zweiten Weltkrieg eingezogen                               |
| 6   | Schlussglöckchen | 75 kg    | g2   | Abraham Sievert        | 1691     |                                            | im Ersten Weltkrieg abgegeben                                 |

| Nr. | Name                                       | Durchmesser | Gewicht | Ton  | Material      | Gießer                 | Gussjahr | Glockenstube   |
| --- | ------------------------------------------ | ----------- | ------- | ---- | ------------- | ---------------------- | -------- | -------------- |
| 1   | Betglocke                                  | 218,0 cm    | 5700 kg | fis0 | Bronze        | Joachim Hannibal Brors | 1697     | Nordturm unten |
| 2   | Petrusglocke (Totenglocke) (nicht läutbar) | 184,5 cm    | 2700 kg | cis1 | Eisenhartguss | Schilling & Lattermann | 1956     | Mittelbau      |
| 3   | Paulusglocke (Vaterunserglocke)            | 152,5 cm    | 1600 kg | e1   | Eisenhartguss | Schilling & Lattermann | 1956     | Mittelbau      |
| 4   | Tuchmacherglocke (Taufglocke)              | 102,0 cm    | 0643 kg | fis1 | Bronze        | Benjamin Körner        | 1737     | Mittelbau      |

Eine Erneuerung und Erweiterung des Geläuts, inklusive eines Neugusses der Großen Glocke, ist langfristig angedacht.